# موتورهای سردگ سرگریج
موتورهای سردگ سرگریج یک منطقهٔ مسکونی در ایران است که در دهستان مهروئیه واقع شده‌است. موتورهای سردگ سرگریج ۲۵۲ نفر جمعیت دارد.